# J. I. Packer
James Innell Packer (n. 22 iulie 1926, Twyning⁠(d), Tewkesbury⁠(d), Anglia, Regatul Unit – d. 17 iulie 2020, Vancouver, British Columbia, Canada) a fost un teolog creștin. În ultima perioadă a lucrat în consiliul profesorilor de teologie de la Colegiul Regent din Vancouver, Columbia Britanică. Este considerat ca fiind unul dintre cei mai importanți evanghelici în Statele Unite ale Americii.

## Biografie
Fiul unui funcționar al Căilor Ferate din Marea Britanie (en  Great Western Railway), Packer a caștigat o bursă la Universitatea din Oxford. Aici iși incepe studiile la Colegiul Corpus Christi (en  Corpus Christi College). În 1948 obține Licența în Științe Umaniste (en  Bachelor of Arts). Își continuă studiile postuniversitare si obține Masteratul în Științe Umaniste în 1952 si Doctoratul în Filosofie în 1955.
Ca student la Oxford îl întâlnește pe CS Lewis care va avea o puternică influența în viața lui. Tot aici, Packer ia parte în întâlnirile unei organizații creștine între colegile din Oxford (en Oxford Inter-Collegiate Christian Union). În una dintre aceste întâlniri Packer se hotărăște să iși dedice viața pentru o slujbă de slujire in biserică.
Pentru o perioadă scurtă este profesor de limba greacă la Colegiul Teologic Oak Hill(en  Oak Hill Theological College) în Londra, iar în 1949 se înscrie la Wycliffe Hall in Oxford(en  Wycliffe Hall, Oxford) ca să studieze teologie. Este ordinat ca diacon în 1952 și ca preot în 1953 în Biserica Anglicană. Aici el se asociază cu mișcarea evangelică. A fost of Vicar de Harborne în Birmingham între anii 1952-54 și lector universitar la Tyndale Hall, Bristol între anii 1955-61. Continuă ca bibliotecar la en  Latimer House, Oxford pâna în 1962 când devine director (1962-69). În 1970 devine director la Tyndale Hall, Bristol, iar din 1971 pâna în 1979 este director adjunct la Colegiul Trinity din Bristol(en  Trinity College, Bristol).
În 1978, Packer împreună cu alți teologi ca: James Boice, Carl F. H. Henry, Kenneth Kantzer, Francis Schaeffer și R. C. Sproul, semnează Declarația Ineranței Biblice de la Chicago.
În 1979, Packer se mută în Vancouver unde devine profesor de teologie sistematică și istorică la Colegiul Regent. Aici este numit în 1989 ca primul profesor de teologie cu titlul onorific Sangwoo Youtong Chee. Îsi păstrează acest titlu pâna când iese la pensie.
Packer este un scriitor prolific și un frecvent conferențiar, dar este cel mai cunscut pentru cartea „Să-L cunoaștem pe Dumnezeu”(en „Knowing God”).  Este de asemenea un frecvent colaborator și editor executiv la „Creștinătatea Astăzi” (en  Christianity Today). În ultimii ani a devenit un aderent al cauzei pentru o mișcare ecumenică, dar consideră că nu trebuie ca în spiritul unității să abandonăm doctrina protestantă ortodoxă. Cu toate acestea, din cauza suportului lui pentru ecumenism, a fost criticat de mai mulți conservativi, în special după publicarea carții „Evanghelicii si Catolicii Împreună: Spre o misiune comună” (en  Evangelicals and Catholics Together: Toward a Common Mission) pentru care Packer a fost unul dintre contribuitori.
J.I. Packer a fost editorul general pentru o nouă traducere a Bibliei en  English Standard Version.
Din 2008, Packer este enoriaș al bisericii anglicane St. John's Shaughnessy în Vancouver. În luna februarie al anului 2008, această biserică a hotărât să părăsească Biserica Anglicană din Canada.  Biserica continuă să facă parte din denominația anglicană, dar operază sub autoritatea arhiepisopului Africii de Sud, Rev. Gregory Venables.

## Cărți
- 1958: Fundamentalism and the Word of God -- Fundamentalismul și Cuvântul lui Dumnezeu
- 1961: Evangelism and the Sovereignty of God -- Evanghelizarea și Suveranitatea lui Dumnezeu
- 1973: Knowing God -- Să-L cunoaștem pe Dumnezeu
- 1984: Keep In Step With The Spirit: Finding Fullness In Our Walk With God
- 1985: Christianity: The True Humanism -- Creștinismul: Adevăratul Umanism
- 1992: Rediscovering Holiness -- Redescoperind Sfințenia
- 1994: A Quest for Godliness: The Puritan Vision of the Christian Life -- În Căutarea Sfințeniei: Viziunea Puritană a Unei Vieți Creștine
- 1998: Collected Shorter Writings -- Lucrări Scurte Alese
- 2001: Concise Theology: A Guide to Historic Christian Beliefs -- Teologie concisă: Un Ghid Istoric al Credinței Creștine
- 2003: The Redemption and Restoration of Man in the Thought of Richard Baxter -- Răscumpărarea si Restaurarea Omului în învațătura lui  Richard Baxter
- 2004: One Faith: The Evangelical Consensus -- O Credință: Consensul Evanghelic

### Articole online
- J.I. Packer despre alegerea necondiționată
- Ortodoxia  Răsăriteană și Evanghelismul: Situația unui dialog global promițător Arhivat în 8 septembrie 2008, la Wayback Machine.
- en  Why I Walked: Sometimes loving a denomination requires you to fight
- en  A Stunted Ecclesiology?: The Theory & Practice of Evangelical Churchliness Arhivat în 24 martie 2008, la Wayback Machine.
- en  Evangelicals & Catholics Arhivat în 2 octombrie 2014, la Wayback Machine.
- en  Intro to "The Death of Death in the Death of Christ"
- en  The Ministry of the Spirit in Discerning the Will of God
- en  Hermeneutics and Biblical Authority
- en  Encountering Present-Day Views of Scripture
- en  Packer on Justification and Atonement Arhivat în 23 decembrie 2008, la Wayback Machine.